# 20. september
20. september je 263. dan leta (264. v prestopnih letih) v gregorijanskem koledarju. Ostajata še 102 dneva.

## Dogodki
- 480 pr. n. št. – v pomorski bitki pri Salamini Grki potolčejo Perzijce
- 1519 – Ferdinand Magellan se odpravi na plovbo okoli sveta
- 1870 – z vkorakanjem v Rim se konča združevanje Italije
- 1911 – RMS Olympic ob otoku Wight trči v britansko vojaško ladjo HMS Hawke kar povzroči veliko škodo na obeh ladjah.
- 1941 – Nemci požgejo RašicoPredloga:Disambiguation needed
- 1943 – Leon Rupnik postane predsednik pokrajinske uprave Ljubljanske pokrajine
- 1944 – princ Charles postane regent Belgije
- 1946 – začne se prvi filmski festival v Cannesu
- 1955 – Sovjetska zveza prizna popolno samostojnost Nemške demokratične republike
- 1979 – v Srednjeafriškem cesarstvu odstavijo Jeana-Bédela Bokasso
- 1991 – Boris Jelcin podpiše ukaz »O odprtju mesta Vladivostok za tuje državljane«
- 2004 – število člankov v vseh Wikipedijah je preseglo 1 milijon

## Rojstva
- 1161 – cesar Takakura, 80. japonski cesar († 1181)
- 1776 – Matevž Ravnikar, slovenski pisatelj († 1845)
- 1833 – Ernesto Teodoro Moneta, italijanski novinar, pacifist, nobelovec († 1918)
- 1866 – Ferdinand Lot, francoski zgodovinar († 1952)
- 1870 – Matej Sternen, slovenski slikar († 1949)
- 1878 – Upton Sinclair, ameriški pisatelj († 1968)
- 1890 – Jelly Roll Morton, ameriški jazzovski pianist, skladatelj († 1941)
- 1890 – France Veber, slovenski filozof († 1975)
- 1892 – Marij Kogoj, slovenski skladatelj († 1956)
- 1899 – Leo Strauss, nemško-ameriški filozof judovskega rodu († 1973)
- 1902 – Vladimir Clementis, slovaški pravnik, novinar, politik († 1952)
- 1934 – Sophia Loren, italijanska filmska igralka
- 1948 – George R.R. Martin, ameriški pisatelj in scenarist
- 1975 – Juan Pablo Montoya, kolumbijski dirkač
- 1980 – Robert Koren, nogometaš
- 1992 – Peter Prevc, smučarski skakalec

## Smrti
- 1168 – protipapež Pashal III.
- 1246 – Mihael Černigovski, knez Černigova, svetnik (* 1179)
- 1346 – Katarina Valoiška, regentinja ahajske kneževine, titularna latinska cesarica (* 1301)
- 1384 – Ludvik I., francoski princ, anžujski vojvoda (* 1339)
- 1440 – Friderik I., brandenburški volilni knez, nürnberški mestni grof (VI.) (* 1371)
- 1804 – Pierre-François-André Méchain, francoski astronom (* 1744)
- 1815 – Nicolas Desmarest, francoski geolog (* 1725)
- 1863 – Jacob Ludwig Karl Grimm, nemški pisatelj, filolog (* 1785)
- 1873 – Giovanni Battista Donati, italijanski astronom (* 1826)
- 1898 – Theodor Fontane, nemški pisatelj (* 1819)
- 1908 – Pablo Martín Melitón de Sarasate y Navascuéz, španski violinist, skladatelj (* 1844)
- 1953 – Edwin Powell Hubble, ameriški astronom, (* 1889)
- 1957 – Jean Sibelius, finski skladatelj (* 1865)
- 1957 – Casimir-Léon Maistre, francoski vojak, raziskovalec (* 1867)
- 1960 – Ernest William Goodpasture, ameriški patolog (* 1886)
- 1971 – Giorgos Seferis, grški pesnik, nobelovec 1963 (* 1900)
- 1979 – Ludvík Svoboda, češki general, politik (* 1895)
- 1996 – Paul Erdős, madžarski matematik (* 1912)
- 2000 – German Stepanovič Titov, ruski kozmonavt (* 1935)
- 2005 – Simon Wiesenthal, judovsko-avstrijski publicist, pisatelj, lovec na naciste (* 1908)